# Illinoia patriciae
Illinoia patriciae är en insektsart. Illinoia patriciae ingår i släktet Illinoia och familjen långrörsbladlöss. Inga underarter finns listade i Catalogue of Life.